# Holoreim
Ein Holoreim (französisch holorime) ist ein in der französischen Wortkunst gebrauchtes Reimschema, bei dem zwei Verse aufeinander folgen, die unterschiedlich geschrieben werden, jedoch gleich lauten. Gute Voraussetzungen für derartige Wortspiele bieten die zahlreichen Homophone in der französischen Sprache. Im Deutschen kommt dieses Versschema nicht vor. Am ähnlichsten ist die Durchreimung der ganzen Zeile, wie sie etwa in mittelhochdeutscher Dichtung vorkommt.

## Homophone Verse
Alphonse Allais:
Par les bois du djinn où s’entasse de l’effroi,

Parle et bois du gin ou cent tasses de lait froid.
Alphonse Allais:
Alphonse Allais de l’âme erre et se f… à l’eau.

Ah! l’fond salé de la mer! Hé! Ce fou! Hallo.
Wolodimir Knir: „Ein schlechter Arbeiter“
Je schlechter ein Arbeiter isst,

je schlechter ein Arbeiter ist.

## Durchgereimte Verse
Konrad von Würzburg: „Swa tac“
Swa tac erschinen sol zwein liuten,

die verborgen inne liebe stunde müezen tragen;

da mac verswinen wol ein triuten:

Nie der morgen minnediebe kunde büezen klagen.

Er leret ougen weinen triben;

sinnen wil er wünne selten borgen.

Swer meret tougen reinen wiben

minnen spil, der künne schelten morgen.

## Belege
1. ↑  Bodo Plachta: KulturPoetik, Bände 1–2,
Vandenhoeck & Ruprecht, 2001, S. 79. Online